# Boris Mirkine-Guetzévitch
Boris Mirkine-Guetzévitch, nato Boris Sergeevič Mirkin-Gecevič (in russo Борис Сергеевич Миркин-Гецевич?; Kiev, 1º gennaio 1892 – Parigi, 1º aprile 1955), è stato un costituzionalista russo con cittadinanza francese.

## Biografia

### Gli anni della giovinezza in Russia (1892-1920)
Boris Mirkine-Guetzévitch nacque a Kiev il primo gennaio del 1892 da una famiglia di ebrei russi. Dopo aver frequentato il liceo a Kiev, dove ricevette il diploma di maturità con la distinzione della medaglia d'oro, si iscrisse alla facoltà di Diritto e di Lettere dell'università di San Pietroburgo. Di idee politiche innovatrici (il padre era un giornalista contrario all'autoritarismo zarista), Mirkine partecipò presto alle proteste universitarie che reclamavano una svolta liberale, avvicinandosi al Partito Costituzional Democratico (il cosiddetto Partito dei cadetti). Il suo impegno politico venne presto noto alla polizia zarista, che ottenne la sua sospensione per un intero anno accademico dalle università russe.  
Sul finire del 1913 sposò Eugénie Poliakoff, giovane di un'importante famiglia russa che, durante la rivoluzione (1917), sarebbe riparata in Francia e Germania. Nel 1914 Mirkine si laurea in scienze giuridiche a San Pietroburgo, senza rinunciare a un forte impegno politico: ancora nel 1916, in piena prima guerra mondiale – che opponeva la Russia agli Imperi centrali – pubblicò un articolo molto critico verso la politica zarista che gli valse una condanna alla deportazione in Siberia, poi commutata nel divieto di risiedere a Pietrogrado (nome assunto da San Pietroburgo nel 1914), che non trovò mai applicazione per lo scoppio della rivoluzione. 
Ottenuto il dottorato in diritto internazionale Mirkine diveniva, sotto il governo Kerenskij, professore aggregato nella facoltà di legge dell'Università di Pietrogrado, ma già nel 1919 le accuse di essere dalla parte dei menscevichi lo costrinsero presto alla fuga in Ucraina, ad Odessa, dove i menscevichi conservavano ancora il potere e dove Mirkine trovò lavoro in qualità di capo-redattore in un giornale anti-bolscevico. Dalle colonne di questo foglio egli avrebbe firmato, con lo pseudonimo di Boris Mirski, molteplici interventi in difesa della democrazia e della costituzione, impegnandosi molto per allargare anche alla Polonia la resistenza alla marea montante del bolscevismo. Questa attività gli valse presto, però, una condanna a morte nella vicina Russia, la cui esecuzione parve drammaticamente profilarsi quando, nel febbraio del 1920, l'Armata Rossa invase la città. Mirkine tuttavia riuscì a lasciare in tempo la città, grazie all'aiuto dell'ambasciatore di Francia Noulens e del ministro francese Albert Thomas, che aveva entrambi conosciuto e frequentato a Pietrogrado nei primi mesi del 1917. La scelta dell'esilio in Francia divenne pertanto scontata, anche perché nel frattempo vi si era stabilita la sua famiglia che, passando per Istanbul e Napoli, aveva raggiunto Parigi prima di lui. Nel 1920, Mirkine è dunque nella capitale francese, dove fa richiesta, presso il ministero degli interni, di un permesso di soggiorno per sé, per la moglie Eugénie e per la figlia Victoria. Iniziava per Mirkine una nuova vita in Francia, che avrebbe ottenuto pieno coronamento con la concessione della cittadinanza francese in data 1933.

### Nella Francia tra le due guerre (1920-40)
Mirkine arrivò a Parigi il 13 marzo del 1920. All'inizio la sua attività fu quella propria di ogni esule politico, perché svolse opera di mediazione culturale tra la terra abbandonata e quella di accoglienza. In particolare, sin dagli inizi, prese posizione circa gli avvenimenti di Russia, spiegando al pubblico francese, che poco sapeva degli avvenimenti seguiti all'Ottobre, le motivazioni del suo esilio e per questa via i termini concreti della lotta politica allora in corso nella Russia sovietica. Su altro versante, sempre per legittimare la sua presenza e la sua voce a Parigi, Mirkine ribadisce in più occasioni la profondità del proprio legame con il paese di accoglienza, sottolineando come, ancora in Russia, non avesse mancato di indirizzare la propria attività di studio e ricerca verso la storia di Francia.  
Gli inizi di Mirkine a Parigi furono legati alla frequentazione di circoli di compatrioti. Divenne presidente del Sindacato dei giornalisti russi a Parigi, membro del Sindacato della stampa estera e dell'Associazione scrittori e giornalisti russi. Collaborò inoltre con il giornale in lingua russa dal solo titolo in lingua francese Les Dernières nouvelles, una rivista diretta dal leader del partito cadetto Pavel Miljukov in esilio, dove dirigeva la rubrica di politica internazionale sotto lo pseudonimo di Boris Mirsky. Grazie a questa attività sarebbe poi entrato a fare parte dell'Istituto franco-russo di Scienze sociali, di cui divenne presto il segretario.

### Il periodo statunitense (1940-55)
Il secondo conflitto mondiale mise Boris Mirkine-Guetzévitch di fronte ad un bivio. Di origine israelita, la sua permanenza nella Francia occupata dai nazisti avrebbe certamente determinato la sua deportazione: egli, inoltre, figurava già nelle liste nere della Gestapo per la sua aperta denuncia della pericolosità della dottrina nazista. Dopo la disfatta militare francese e l'occupazione nazista di Parigi il 14 giugno 1940, Boris Mirkine-Guetzévitch decise di raggiungere gli Stati Uniti.
Già a partire dal 1941 ricominciò ad insegnare alla New School for Social Research di New York e riprese le pubblicazioni.  Il 10 novembre 1941, insieme ad altri studiosi, fondò l’Ecole libre des hautes etudes (divenuta poi French University of New York).  L’Istituto diventò presto un importante centro di divulgazione del pensiero francese all’interno degli USA. La creazione della scuola venne considerata dallo stesso Guetzévitch come la sua più grande iniziativa.
Boris Mirkine-Guetzévicth non volle mai sospendere la sua attività in Europa, che venne presto ripresa al termine del secondo conflitto mondiale, in particolare in Francia, dove insegnò all’Istituto di diritto comparato e tenne diversi corsi alla Scuola Nazionale d’Amministrazione e al Libero Collegio delle Scienze Sociali (di cui diverrà vicepresidente). Il suo amore per la Francia comportò un netto rifiuto della naturalizzazione statunitense.
Nel marzo del 1955 la sua elezione a Direttore degli Studi alla Scuola Pratica di Alti Studi della Sorbona gli permise di trascorrere ancora più tempo in Francia. Tuttavia Guetzévitch era già malato da tempo: dopo un intervento chirurgico polmonare, seguito da una dolorosa malattia, morì a Parigi il 1º aprile 1955.

## Opere
- Les Juifs et la Révolution Russe, Paris, J. Povolozky & cie, 1921.
- La Constitution de l'U.R.S.S., Paris, Giard 1925.
- La Déclaration des droits française et la Déclaration des droits soviétique, in « La Révolution française », n. LXXVII, 1925.
- L'influence de la Révolution française sur les décembristes russes, in « La Révolution française », n. LXXIX, 1925.
- La théorie générale de l'Etat soviétique, Paris, Giard, 1928.
- Les Constitutions de l'europe nouvelle, Paris, Delagrave, 1928.
- La Révolution française et les projets d'union européenne, in « La Révolution française » n. LXXXIV, 1931.
- Les constitutions des nations américaines, 1932.
- Droit constitutionnel international, Paris, Recueil Sirey, 1933.
- Les nouvelles tendences du droit constitutionnel, Paris, M. Giard, 1935.
- Le parlamentarisme sous la Convention nationale, 1936.
- Le régime parlementaire dans les constitutions européennes d’aprés guerre, Paris, Sirey, 1937.
- Pleins pouvoirs sous le régime parlementaire in « Annales de l'Institut de droit comparé de l'Université de Paris », 1938.
- La Quatrième république, 1946.
- Les constitutions européennes, 2 voll., 1951-1952 (tradotta in italiano: Le Costituzioni Europee, Milano, Edizioni di Comunità, 1954).
- L'Echec du parlamentairisme rationalisè in « Revue internationale d’histoire politique et constitutionnelle » n. 1, 1954.